# برای دختران رنگی که به خودکشی فکر کرده‌اند / وقتی رنگین‌کمان انوف است
برای دختران رنگی که به خودکشی فکر کرده‌اند / وقتی رنگین‌کمان انوف است (انگلیسی: for colored girls who have considered suicide / when the rainbow is enuf) اولین اثر نتوزاک شانگ و تحسین برانگیزترین اثر تئاتری است که در سال ۱۹۷۶ نمایش داده شد که شامل مجموعه‌ای از مونولوگ‌های شاعرانه همراه با حرکات رقص و موسیقی است. برای دختران رنگی، داستان هفت زن را روایت می‌کند که در یک جامعه نژادپرستانه و جنسیت‌گرا از ظلم و ستم رنج برده‌اند.

## اقتباس فیلم
در ۳ سپتامبر ۲۰۰۹، لاینزگیت اعلام کرد که حقوق توزیع فیلم اقتباسی تایلر پری  از این نمایشنامه را به دست آورده است، با فیلمبرداری اصلی که در ابتدا برنامه‌ریزی شده بود در آتلانتا، جورجیا، در نوامبر و دسامبر ۲۰۰۹ انجام شود. این فیلم که برای دختران رنگی نامگذاری شد، در ۵ نوامبر ۲۰۱۰ اکران شد و نویسندگی، کارگردانی و تهیه‌کنندگی آن را پری بر عهده داشت. بازیگران این فیلم عبارتند از تندی نیوتون، لرتا دیواین، کیمبرلی الیز، ووپی گلدبرگ، جنت جکسون، فیلیسیا رشاد، آنیکا نونی رز، کری واشینگتن، تسا تامپسون، مایکل ایلی، میسی گری و عمری هاردویک. ماریا کری نیز انتخاب شده بود، اما در ماه مه ۲۰۱۰، به دلایل پزشکی از آن خارج شد.
هنگامی که از شانگ پرسیده شد که آیا در مورد اقتباس پری از کارش محتاط است یا خیر، شانگ پاسخ داد: «من تردیدهای زیادی داشتم. نگران توصیف او از زنان به‌عنوان پلاستیک بودم. من فکر می‌کنم او کار بسیار خوبی انجام داد، اگرچه مطمئن نیستم که آن را یک فیلم تمام شده بنامم.»

## منبع
1. ↑  "Ntozake Shange's For Colored Girls ... Is Still a Tragic, Joyous, Metaphysical Dilemma". TheaterMania. 2019-10-30. Retrieved 2020-10-31.
2. ↑  "43 Years on, for colored girls… Comes Alive at the Public Again". Vulture.com. 2019-10-22. Retrieved 2020-10-31. Sophocles couldn’t devise a better tragedy (a woman, preoccupied with good citizenship and right action, walks backwards into danger), and we usually have to look to the Coen brothers for this kind of awkward comedy (Simpson’s nerdball FBI dad is Fargo crossed with Ed Grimley).
3. ↑  Powers, Melinda (26 July 2018). Diversifying Greek Tragedy on the Contemporary US Stage. p. 25. ISBN 9780191083136.
4. ↑  Wetmore, Jr., Kevin J. (12 January 2010). Black Dionysus Greek Tragedy and African American Theatre. p. 148. ISBN 9780786451593.
5. ↑  Carr, Jane (2018-10-28). "What "For Colored Girls" meant to us". CNN (به انگلیسی). Retrieved 2023-02-23.
6. ↑  «Hammad, Lamia Khalil (2011). "Black Feminist Discourse of Power in for colored girls who have considered suicide" (PDF). Rupkatha Journal on Interdisciplinary Studies in Humanities. Yarmouk University. Retrieved 3 May 2014» (PDF).
7. ↑  "Perry directing 'For Colored Girls' film - UPI.com". UPI (به انگلیسی). Retrieved 2023-02-23.
8. ↑  . Vena, Jocelyn. "Mariah Carey Drops Out Of Tyler Perry's 'For Colored Girls ...'" بایگانی‌شده  در ۲۹ دسامبر ۲۰۱۰ توسط Wayback Machine, MTV News, May 27, 2010
9. ↑  Staff، Us Weekly (۲۰۱۰-۰۵-۲۷). «Mariah Carey Drops Out of Film Due to Medical Reasons». Us Weekly (به انگلیسی). دریافت‌شده در ۲۰۲۳-۰۲-۲۳.
10. 1 2  Barnes, Brooks, "Tyler Perry gets serious with new image, new film", The Seattle Times, retrieved November 2, 2010

‌